# ملعب داس أنتاس
ملعب داس أنتاس هو ملعب كرة قدم كان يقع في بورتو، البرتغال، كان الملعب الخاص لنادي بورتو ما بين عامي 1952 و2004، كان يتسع لـ 50000 متفرج. تم افتتاحه في 28 مايو 1952. وتم هدمه في 2004.